# Операция «Золотая рука»
Операция «Золотая рука» (ивр. מבצע יד זהב‎) — совместная операция Армии обороны Израиля, ШАБАКа и Командования специальных операций Израиля по спасению заложников Фернандо Симона Мармана и Луиса Норберто Хара из заточения в лагере беженцев Рафах после того, как они были похищены в результате террористического нападения на Нир-Ицхак во время вторжения ХАМАС в Израиль 7 октября 2023 года. Операция по их освобождению была проведена 12 февраля 2024 года во время боевых действий в секторе Газа в ходе Войны Железных мечей и завершилась успешным их спасением после 129 дней плена.

## Похищение
Утром 7 октября 2023 года, в субботу, во время праздника Симхат Тора, террористические организации ХАМАС и Палестинский исламский джихад начали вторжение в Израиль и бойню мирного населения. Под прикрытием запуска около 4300 ракет, около 6000 террористов из сектора Газа (половина из которых были подготовленными коммандос) проникли в десятки израильских гражданских поселений, лес Беэри и военные объекты в секторе Газа и вокруг него через 119 различных проломов в ограждении, с воздуха и с моря, ведя перестрелки с немногочисленными силами безопасности. Террористы совершили массовые убийства и изнасилования, убили 1163 человек, из которых было убито 779 мирных жителей и похитили около 251 человек заложниками в сектор Газа, включая мужчин, женщин, стариков и младенцев. В первые часы против них сражались отряды экстренной помощи, сотрудники израильской полиции, бойцы ЯМАМ и немногочисленные солдаты ЦАХАЛа, которые остались на дежурстве на праздник. Против 3000 подготовленных террористов оказалось примерно 600 солдат и 12 танков, которые уничтожили 1609 террористов. С  израильской стороны погибли 329 военнослужащих, 58 полицейских и 10 сотрудников общей службы безопасности.
Фернандо Симон Марман, 60 лет, и Луис Норберто Хар, 70 лет, были похищены террористами ХАМАС и вывезены в сектор Газа из кибуца Нир-Ицхак в рамках резни в Нир-Ицхаке.

## Ход операции

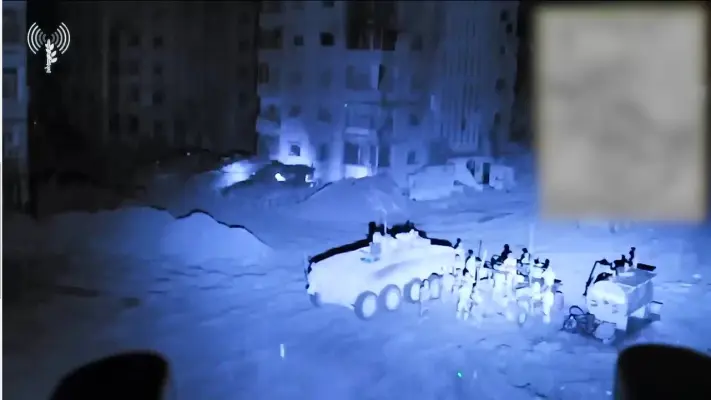
БТР «Эйтан» во время спасательной операции

Бойцы ЯМАМа, оперативного подразделения ШАБАКа, мобильного отряда 5515 и Шайетет 13 начали тренироваться в спасении заложников в Рафахе примерно за месяц до операции, но до 12 февраля условия на месте в сочетании с отсутствием точных разведданных делали невозможным проведение операции.
В ночь с воскресенья на понедельник, 12 февраля 2024 года, во время боевых действий в секторе Газа, силы Армии обороны Израиля тайно прибыли в сердце Рафаха и скрытно прошли мимо трех батальонов ХАМАС, по пути на второй этаж здания, где удерживались заложники. Солдаты прикрывали друг друга, они также получили прикрытие от ВВС Израиля. Они прибыли в дом, где удерживались заложники, в то время как вооруженные террористы окружили их как снаружи здания, так и рядом с заложниками. Разведчики взломали запертую дверь с помощью СВУ и ворвались в комнату, где удерживались заложники, убив трех террористов, охранявших заложников, и спасая заложников в течение трех секунд после проникновения в здание. Во время взлома двум бойцам было поручено закрыть своими телами заложников и защитить их от возможного огня террористов, в то время как остальные бойцы работали над тем, чтобы расчистить пол и устранить угрозу. Во время боя один боец получил легкие ранения от падения с высоты. Чтобы не подвергать заложников опасности, бойцы спустили их на веревке со второго этажа на самый низ, минуя первый этаж, где мог возникнуть ненужный риск со стороны террористов. Во время боя один боец получил легкие ранения от падения с высоты. Во время операции спасения террористы ХАМАС открыли огонь по бойцам, которые вместе с прикрывавшими их снайперами открыли ответный огонь и убили еще не менее пяти террористов.
В то же время израильские ВВС атаковали штаб-квартиру ХАМАС и оперативный штаб в этом районе, чтобы лишить их возможности составить представление о происходящем. Впоследствии бойцы ШАБАКа и ЯМАМ эвакуировали заложников при содействии Шайетет 13, подразделения 669, мобильного подразделения и бригады «Саар ми-Голан» бронетанкового корпуса. Оттуда бойцы мобильного отряда эвакуировали их на борт вертолета, который уже переправил заложников в Израиль. Во время эвакуации ХАМАС попытался привлечь террористические силы, чтобы помешать спасательной операции, но израильские ВВС нанесли по ним удар, в том числе уничтожив транспортное средство с террористами, преследовавшее силы с заложниками.
Операция длилась около часа, в ней приняли участие около 1000 военнослужащих разных родов войск.
В состав оперативного комитета, проводившего операцию, вошли глава ШАБАК, начальник Генерального штаба, командующий оперативным подразделением ШАБАК, генеральный инспектор полиции, командующий ЯМАМ, начальник Управления военной разведки, глава оперативного управления и командующий ВВС. Позже присоединились министр обороны и премьер-министр Израиля.
Ночью представитель министерства здравоохранения Газы, которое является рупором ХАМАС, объявил о 67 погибших палестинцах в городе. Другие палестинские источники сообщили о более чем 100 погибших.

## После операции

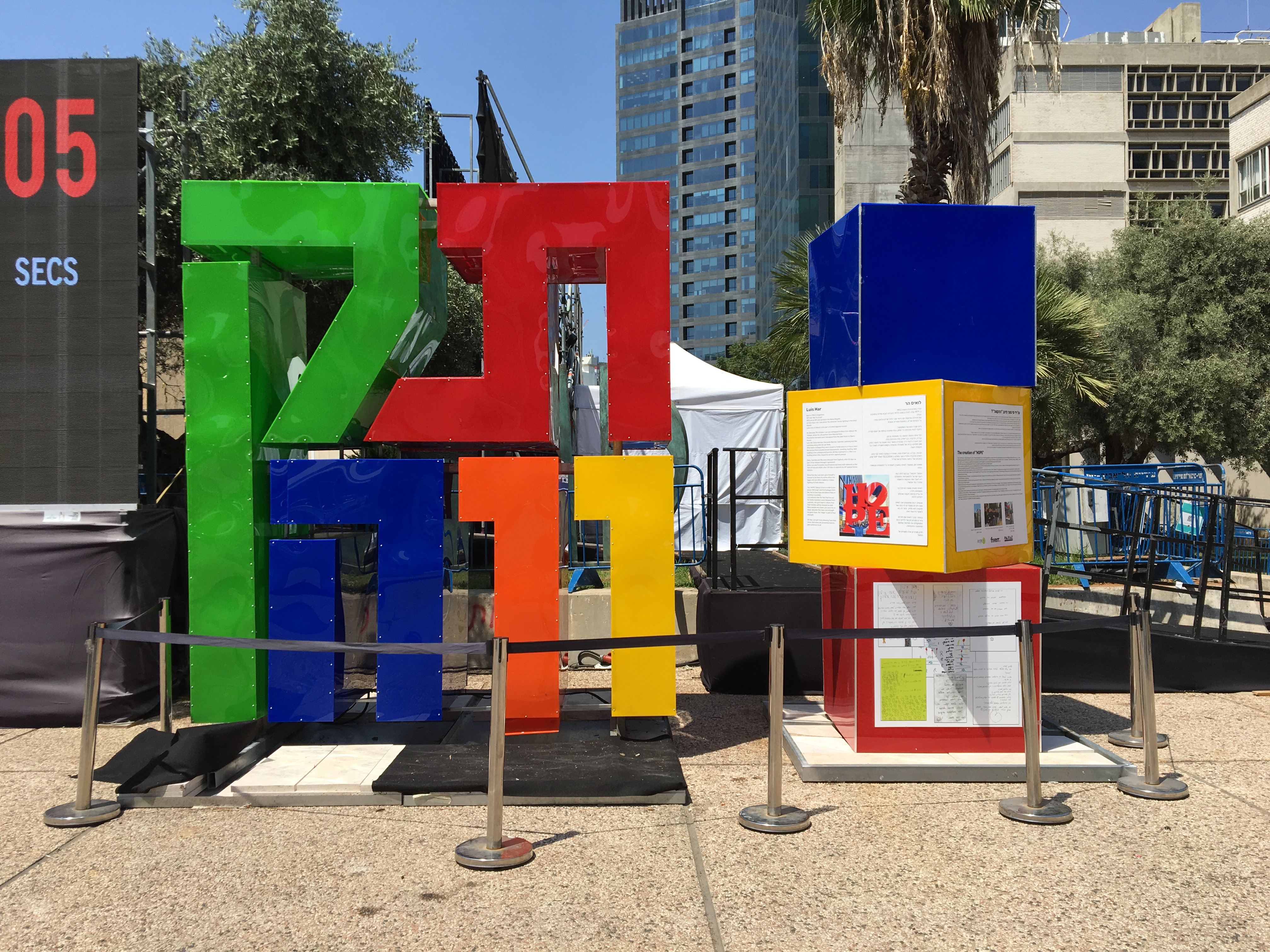
Луис Хар, которого вместе с Фернандо Марманом освободили силы ЦАХАЛа после 129 дней плена у террористической организации ХАМАС, создал инсталляцию «Надежда» (по мотивам скульптуры «Надежда» художника Роберта Индианы). 16 августа 2024 года Хар вместе с семьей и друзьями открыл инсталляцию на площади Хатуфим в Тель-Авиве.

Двое похищенных были доставлены на медицинское обследование в медицинский центр «Шиба» в Тель ха-Шомере, где, как сообщается, они находились в хорошем состоянии. Через два дня их отпустили домой.
Операция широко и позитивно освещалась в израильских СМИ, а силы безопасности получили множество похвал за успешное проведение операции. Премьер-министр Израиля Биньямин Нетаньяху, министр обороны Йоав Галант и министр национальной безопасности Итамар Бен-Гвир посетили базу ЯМАМ и похвалили бойцов подразделения.
Операция освещалась средствами массовой информации по всему миру, которые также отметили большое количество жертв среди палестинцев в ходе операции.